# Messerschmitt Me 410
Messerschmitt Me 410 Hornisse  («Шершень») — німецький важкий винищувач і швидкісний бомбардувальник, що використовувався Люфтваффе у Другій світовій війні. Був розвитком Me 210, але отримав нове крило, довший фюзеляж і потужніші двигуни — зміни виявилися досить суттєвими, щоб призначити літакові новий номер моделі, 410.

## Проектування і розробка
Messerschmitt Me 210 розроблявся з 1939 року, але літак вийшов досить нестабільним, і тому ніколи не був запущений у масове виробництво. Модифікації дизайну літака призвели до появи покращених моделей Me 210C і 210D. Паралельно з роботою над 210D у другій половині 1943 року розроблявся також Messerschmitt Me 310, але виявилось, що 310-й не дає майже ніяких аеродинамічних покращень і не усуває проблему поганої керованості 210-го. Тому було вирішено спроектувати нову модель, Me 410.
Головною відмінністю між Me 210 і 410 були більші (об'єм 44,5 літрів) і потужніші (1750 кінських сил) двигуни Daimler-Benz DB 603A. Для порівняння, двигуни DB 605 літака Me 210C мали потужність 1475 к.с.
Завдяки новим двигунам максимальна швидкість Me 410 збільшилася до 625 км/год, суттєво збільшилася швидкість підйому і крейсерська швидкість (579 км/год).
Вантажопідйомність також покращилася, причому настільки, що стало можливим піднімати додаткові вантажі при повному завантаженні бомбових відсіків. Для цього під крилами встановили підвіси для чотирьох 50-кілограмових авіабомб. У порівнянні з Me 210 маса 410-го зросла приблизно на 680 кг, але потужні двигуни більш ніж достатньо це компенсували.

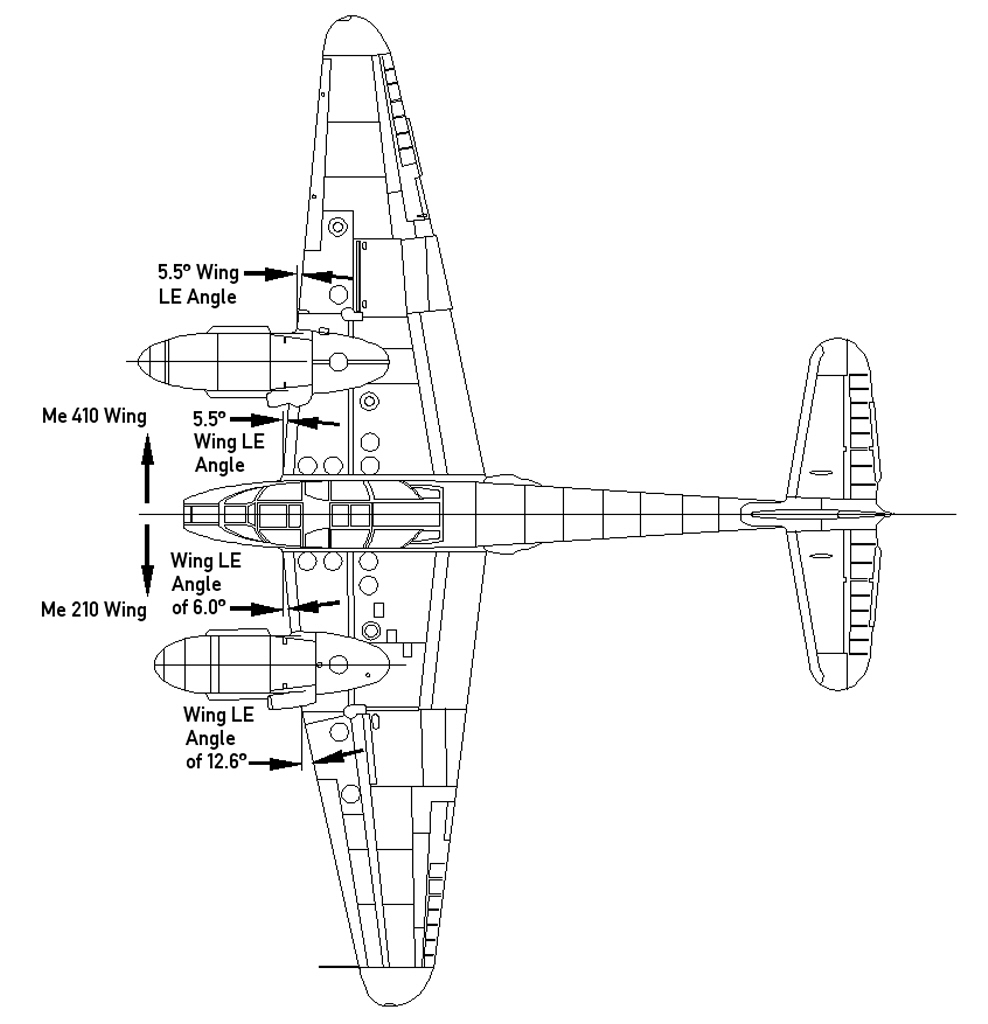
Порівняння проєкцій літаків Me 210 і Me 410

Новий літак отримав подовжений фюзеляж і нові автоматичні передкрилки — і те, і інше було вже відтестоване на Me 210 і суттєво покращило керування літаком. На самих ранніх зразках Me 210 передкрилки також були, але у моделі для масового виробництва їх прибрали через погану керованість: коли літак заходив у крутий поворот, передкрилки мали тенденцію до відкривання через високий кут атаки, аналогічно до режиму приземлення (дану проблему вперше спостерігали на прототипах Bf 109E V14 і V15). У Me 210 геометрію крила було спроектовано таким способом, що аеродинамічний центр виявився зміщеним назад у порівнянні з Bf 110, і стріловидність крила була різною: зовнішня частина 12,6°, а внутрішня 6,0°. Це спричинило до погіршення керованості ранніх Me 210. У новому Me 410 геометрію зовнішніх частин крила змінили з метою перемістити аеродинамічний центр уперед (у порівнянні з Me 210), таким чином стріловидність крила 5,5° стала однаковою вздовж усієї площини. Керованість одразу покращилася.